# Wilfried Wesemael
Wilfried Wesemael (Aalst, 31 de gener de 1950) és un ciclista belga, ja retirat, que fou professional entre 1973 i 1982. El 1972, com a ciclista amateur, va prendre part en els Jocs Olímpics d'Estiu de Múnic, on disputà, sense sort, dues proves del programa de ciclisme. Durant la seva carrera professional destaquen els triomfs a la general de la Volta a Suïssa de 1979 i una etapa a la Volta a Espanya de 1975.

## Palmarès
- 1974
  - 1r a la Kuurne-Brussel·les-Kuurne
- 1975
  - Vencedor d'una etapa de la Volta a Espanya
- 1977
  - 1r a Zele
- 1978
  - 1r al Gran Premi de Canes
- 1979
  - 1r de la Volta a Suïssa
  - Vencedor d'una etapa del Critèrium del Dauphiné Libéré
- 1980
  - 1r a Nottingham

## Resultats al Tour de França
- 1974. 73è de la classificació general
- 1975. Fora de control (7a etapa)
- 1977. Fora de control (17a etapa)
- 1978. 47è de la classificació general
- 1979. Abandona (3a etapa)

### Resultats a la Volta a Espanya
- 1975. 39è de la classificació general. Vencedor d'una etapa